# Crassula columnaris
Crassula columnaris (лат.) — вид суккулентных растений рода Толстянка (Crassula) семейства Толстянковые (Crassulaceae), естественно произрастающий на территории Намибии и Капской провинции Южно-Африканской Республики.

## Название
Родовое латинское название Crassula происходит от латинского слова crassus, — «толстый», в основном из-за присутствия у растений этого рода сочных листьев.
Видовой латинский эпитет columnaris происходит от лат. columnar — имеющий форму колонны.

## Описание
Многолетники или двулетники с прямостоячими стеблями, высотой 3-10 мм, часто обладают короткими пазушными ветвями у основания. Листья имеют поперечно-вдавленно-яйцевидную форму, размерами 3-12 х 10-25 мм, округлые, с дорсальным ребром. Иногда мукронированные, они тесно прилегают, образуя чашевидные структуры, часто с перепончатыми краями и обычно с прямостоячими слегка отогнутыми ресничками. Оттенок листьев может варьироваться от серо-зеленого до коричневого цвета.
Цветковые головки представляют собой верхушечные цимозные структуры, иногда округлые тирсы, более или менее румяные с листьями внизу. Чашечка состоит из эллиптически-продолговатых долей, длиной 3-4 мм, с округлыми краевыми ресничками, которые к вершине становятся более мясистыми и могут иметь от зеленого до коричневого оттенка. Венчик тонкий, ампуловидный, сросшийся у основания на 2,5-3,5 мм длиной, бывает белого или бледно-желтого цвета, иногда с красноватым оттенком; доли узкоэллиптически-продолговатые, 7-13 мм длиной, с тупым клювом. Тычинки с пыльниками могут быть от желтого до коричневого цвета. Чешуйки варьируют от лопатчатых до Т-образных, размерами 0,8-2 х 0,8-1 мм, обычно усечены, более или менее резко сужены книзу в ножку, мясистую и красную сверху, стебель может быть от желтоватого до почти пленчатого.

## Таксономия

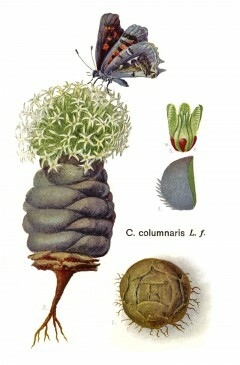
Ботаническая иллюстрация

Crassula columnaris L.f., первое упоминание в Suppl. Pl.: 191 (1782).

### Синонимы
Гомотипные (основанные на одном и том же номенклатурном типе):
- Tetraphyle columnaris (L.f.) P.V.Heath (1993)

### Подвиды
Подтвержденные подвиды по данным сайта Plants of the World Online на 2024 год:
- Crassula columnaris subsp. columnaris
- Crassula columnaris subsp. prolifera Friedrich